# Flags (Patrick Moraz e Bill Bruford)
Flags è il secondo album del duo Patrick Moraz/Bill Bruford, pubblicato nel 1985.
I due sono gli unici musicisti presenti sull'album ma, a differenza del precedente Music for Piano and Drums, questo vede Moraz al sintetizzatore oltre che al pianoforte e Bruford alla batteria sia acustica che elettronica.

## Tracce
Lato A
Musiche di Patrick Moraz, eccetto dove indicato.
1. Temples of Joy – 4:54
2. Split Seconds – 4:43 (musica: Moraz, Bill Bruford)
3. Karu – 3:48
4. Impromptu, Too! – 3:37
5. Flags – 4:31

Lato B
Musiche di Patrick Moraz e Bill Bruford, eccetto dove indicato.
1. Machine Programmed by Genes – 5:18
2. The Drum Also Waltzes – 2:55 (musica: Max Roach)
3. Infra Dig – 3:15
4. A Way with Words – 1:36
5. Everything You’ve Heard Is true – 6:17

## Formazione
- Bill Bruford – batteria, batteria elettronica Simmons
- Patrick Moraz – pianoforte Steinway, sintetizzatore Kurzweil K250